# کیم هیون
کیم هیون (کره‌ای: 김현؛ زادهٔ ۲۷ مارس ۱۹۷۱) بازیگر و مدل اهل کره جنوبی است. او بیشتر به خاطر ایفای نقش در مجموعه‌های تلویزیونی همچون تاپ استار یو بک، نمایش بزرگ، خانه شیرین و پیوند: بخور، عشق بورز و بکش شناخته می‌شود.

## فیلم‌شناسی

### مجموعه‌های تلویزیونی
| سال  | عنوان                              | نقش                | منابع  |
| ---- | ---------------------------------- | ------------------ | ------ |
| ۲۰۱۲ | سرنوشت                             | مجرم جو اوک        | [ ۷ ]  |
| ۲۰۱۳ | رسوایی                             | معاون گو جو ران    | [ ۸ ]  |
| ۲۰۱۴ | دراما فستیوال ۲۰۱۴: خداحافظی قدیمی | مادر چه هی         | [ ۹ ]  |
| ۲۰۱۴ | در مخفی                            | جانگ هوا وون       | [ ۱۰ ] |
| ۲۰۱۵ | جونگ میونگ                         | بانوی دربار بازرسی | [ ۱۱ ] |
| ۲۰۱۶ | درام ویژه فصل ۷: رقص از دور        | مادر لی سول گی     | [ ۱۲ ] |
| ۲۰۱۶ | پنج تا بچه بسه                     | دستیار             | [ ۱۳ ] |
| ۲۰۱۶ | پرستار بچه                         | دوست می یونگ       | [ ۱۴ ] |
| ۲۰۱۶ | بکی برگشته                         | زن میانسال همسایه  | [ ۱۵ ] |
| ۲۰۱۶ | رازهای زنان                        | سرایدار            | [ ۱۶ ] |
| ۲۰۱۶ | وزش نسیم                           | سون بون            | [ ۱۷ ] |
| ۲۰۱۶ | کی۲                                | راهنما             | [ ۱۸ ] |
| ۲۰۱۶ | صدا                                | ایم می هو          | [ ۱۹ ] |
| ۲۰۱۸ | خانم حمورابی                       |                    | [ ۲۰ ] |
| ۲۰۱۸ | آقای آفتاب                         | داروساز            | [ ۲۱ ] |
| ۲۰۱۸ | تاپ استار یو بک                    | یانگ بانگ شیل      | [ ۲۲ ] |
| ۲۰۱۹ | نمایش بزرگ                         | یانگ می سوک        | [ ۲۳ ] |
| ۲۰۲۰ | مکانیک روح                         | بیمار              | [ ۲۴ ] |
| ۲۰۲۰ | خانه شیرین                         | آن سون یونگ        | [ ۲۵ ] |
| ۲۰۲۲ | جوانان ماه مه                      |                    | [ ۲۶ ] |
| ۲۰۲۲ | پلی‌لیست بیمارستان                  | چوی اون سوک        | [ ۲۷ ] |
| ۲۰۲۲ | عازم جهنم                          | عضو کلیسا          |        |
| ۲۰۲۲ | پیوند: بخور، عشق بورز و بکش        | جو جه سوک          | [ ۲۸ ] |
| ۲۰۲۲ | تولد دوباره در خانواده پولدار      | لی پیل اوک         | [ ۲۹ ] |